# Tierra Bendita
Tierra Bendita är en ort i Mexiko.   Den ligger i kommunen San Salvador el Verde och delstaten Puebla, i den sydöstra delen av landet, 70 km öster om huvudstaden Mexico City. Tierra Bendita ligger 2 310 meter över havet och antalet invånare är 343.
Terrängen runt Tierra Bendita är kuperad åt nordväst, men åt sydost är den platt. Runt Tierra Bendita är det tätbefolkat, med 511 invånare per kvadratkilometer. Närmaste större samhälle är San Martin Texmelucan de Labastida, 3,3 km nordost om Tierra Bendita. Omgivningarna runt Tierra Bendita är en mosaik av jordbruksmark och naturlig växtlighet.